# Monte Sos Paris (Seneghe)
Il Monte Sos Paris, o Monte di Seneghe, è una montagna della Sardegna situata in provincia di Oristano nel comune di Seneghe sul versante orientale del Montiferru.
Il monte ospita una fitta foresta di lecci, sugherete, agrifogli, alberi secolari e varie specie animali e vegetali. Dal monte si ha una vista panoramica verso il mare partendo dal Sinis passando poi per S'Archittu e Santa Caterina di Pittinuri fino alla zona di Bosa.

## Monumenti e luoghi di interesse
- Nuraghe Ruju - Nuraghe monotorre.
- Sono presenti quattro sorgenti.
- Ex sanatorio di Seneghe (Ospedaletto di S'Iscala) - Costruito negli anni 60', questo sarebbe dovuto essere un ospedale per la cura delle malattie respiratorie come la tubercolosi ma non entrò mai in funzione. Ancora oggi è in stato di abbandono.